# Киясовский район
Киясовский район (удм. Кияса ёрос) — административно-территориальная единица и упразднённое муниципальное образование (муниципальный район) в Удмуртской Республике Российской Федерации.
Административный центр — село Киясово.
Законом Удмуртской Республики от 29.04.2021 № 36-РЗ район и входящие в его состав сельские поселения к 22 мая 2021 года преобразованы в муниципальный округ (слово район в официальном названии сохранено).

## Физико-географические сведения
Район расположен в южной части республики и граничит с Малопургинским районом на севере, Сарапульским — на востоке и Республикой Татарстан на юге и западе. Район расположен на Сарапульской возвышенности. По его территории протекают реки — Шихостанка, Медвежинка, Игровка, Крындинка и множество других.
Площадь района — 821,27 км². Лесистость района 23,3 %, при средней по Удмуртии — 46,8 %.

## История
27 февраля 1924 года Президиум Уральского областного исполнительного комитета Советов рабочих, крестьянских и красноармейских депутатов утвердил сеть созданных районов по всем округам Уральской области, в том числе Киясовский район Сарапульского округа. Окончательно Киясовский район в составе Сарапульского округа Уральской области был утвержден Декретом ВЦИК от 4 ноября 1926 года «Об утверждении сети районов Уральской области». Постановлением Президиума ВЦИК от 1 января 1932 года Киясовский район передан в состав укрупненного Сарапульского района Уральской области (с февраля 1934 года — Свердловской).
Согласно постановлению Президиума ВЦИК от 7 декабря 1934 года Сарапульский район передан из Свердловской области в Кировский край (с декабря 1936 года — Кировская область). Постановлением ВЦИК от 23 января 1935 года «О сети районов Кировского края» вновь образован Киясовский район. Постановлением ВЦИК от 22 октября 1937 года Киясовский район передан из Кировской области в состав Удмуртской АССР.
1 февраля 1963 года Киясовский район был ликвидирован, его сельсоветы переданы в Ижевский и Сарапульский сельские районы, но уже 12 января 1965 года восстановлен как самостоятельная территориальная единица.
В результате муниципальной реформы с 1 января 2006 года наделён статусом муниципального района.

## Население
| 1959    | 1970    | 1979    | 1989    | 2002    | 2009    | 2010    | 2011    | 2012    |
| ------- | ------- | ------- | ------- | ------- | ------- | ------- | ------- | ------- |
| 16 585  | ↘14 508 | ↘13 555 | ↘12 603 | ↘11 550 | ↗11 555 | ↘10 305 | ↗10 316 | ↘10 279 |
| 2013    | 2014    | 2015    | 2016    | 2017    | 2018    | 2019    | 2020    | 2021    |
| ↘10 097 | ↘9889   | ↘9589   | ↘9568   | ↘9441   | ↘9293   | ↘9041   | ↘8839   | ↘8792   |

### Национальный состав
По результатам переписи 2020 года, среди населения района русские составляли 62,5 %, удмурты — 30,9 %, татары — 4,9 %. Киясовский район один из 13 сельских районов республики, где русские составляют большинство.

## Административное деление
В Киясовский район как административно-территориальную единицу входят 8 сельсоветов. Сельсоветы (сельские администрации) одноимённы образованным в их границах сельским поселениям.
В муниципальный район входили 8 муниципальных образований со статусом сельских поселений.
| № | Бывшее сельское поселение | Административный центр | Количество населённых пунктов | Население | Площадь, км2 |
| - | ------------------------- | ---------------------- | ----------------------------- | --------- | ------------ |
| 1 | Ермолаевское              | село Ермолаево         | 6                             | ↘967      | 200,19       |
| 2 | Ильдибаевское             | село Ильдибаево        | 5                             | ↘393      | 82,50        |
| 3 | Карамас-Пельгинское       | деревня Карамас-Пельга | 3                             | ↘588      | 70,20        |
| 4 | Киясовское                | село Киясово           | 3                             | ↗3258     | 69,28        |
| 5 | Лутохинское               | деревня Лутоха         | 4                             | ↘539      | 90,60        |
| 6 | Мушаковское               | село Мушак             | 2                             | ↘333      | 66,00        |
| 7 | Первомайское              | село Первомайский      | 5                             | ↘873      | 100,60       |
| 8 | Подгорновское             | село Подгорное         | 6                             | ↘1958     | 141,90       |

## Населённые пункты
В Киясовский район входят 34 населённых пункта.
| №  | Населённый пункт    | Тип     | Население | Бывшее сельское поселение |
| -- | ------------------- | ------- | --------- | ------------------------- |
| 1  | Аксарино            | деревня | ↗133      | Первомайское              |
| 2  | Атабаево            | деревня | ↗457      | Подгорновское             |
| 3  | Байсары             | деревня | ↗83       | Карамас-Пельгинское       |
| 4  | Верхняя Малая Салья | деревня | ↗141      | Ермолаевское              |
| 5  | Данилово            | село    | ↗95       | Подгорновское             |
| 6  | Дубровский          | деревня | ↘166      | Лутохинское               |
| 7  | Ермолаево           | село    | ↘285      | Ермолаевское              |
| 8  | Игрово              | деревня | ↘76       | Киясовское                |
| 9  | Ильдибаево          | село    | ↘350      | Ильдибаевское             |
| 10 | Кады-Салья          | деревня | ↘165      | Ермолаевское              |
| 11 | Калашур             | деревня | ↗323      | Лутохинское               |
| 12 | Карамас-Пельга      | деревня | ↘569      | Карамас-Пельгинское       |
| 13 | Киясово             | село    | ↘3187     | Киясовское                |
| 14 | Косолапово          | деревня | ↗136      | Первомайское              |
| 15 | Кумырса             | деревня | →62       | Ермолаевское              |
| 16 | Лутоха              | деревня | ↘141      | Лутохинское               |
| 17 | Малое Киясово       | деревня | ↘17       | Ильдибаевское             |
| 18 | Михайловск          | деревня | ↘7        | Ильдибаевское             |
| 19 | Мушак               | село    | ↘243      | Мушаковское               |
| 20 | Нижняя Малая Салья  | деревня | →170      | Ермолаевское              |
| 21 | Первомайский        | село    | →671      | Первомайское              |
| 22 | Подгорное           | село    | ↗1641     | Подгорновское             |
| 23 | Пушин Мыс           | деревня | ↘5        | Подгорновское             |
| 24 | Сабанчино           | деревня | ↗66       | Лутохинское               |
| 25 | Санниково           | деревня | ↘47       | Киясовское                |
| 26 | Старая Салья        | деревня | ↘529      | Ермолаевское              |
| 27 | Сутягино            | деревня | →12       | Ильдибаевское             |
| 28 | Тавзямал            | деревня | ↘148      | Мушаковское               |
| 29 | Тимеево             | село    | ↗1        | Подгорновское             |
| 30 | Троеглазово         | деревня | ↘29       | Подгорновское             |
| 31 | Унур-Киясово        | деревня | ↗77       | Карамас-Пельгинское       |
| 32 | Чувашайка           | деревня | →135      | Ильдибаевское             |
| 33 | Шихостанка          | деревня | ↗69       | Первомайское              |
| 34 | Яжбахтино           | село    | ↘30       | Первомайское              |

## Местное самоуправление
Государственная власть в районе осуществляется на основании Устава, структуру органов местного самоуправления муниципального района составляют:
Районный Совет депутатов — представительный орган местного самоуправления, в составе 21 депутата, избирается каждые 5 лет.
Председатели Совета депутатов муниципального образования
- Сергей Юрьевич Кулалаев
- Иван Михайлович Сибиряков

Администрация муниципального образования — исполнительно-распорядительный орган муниципального района. Функции главы Администрации исполняет глава района.
Главы района
- Сергей Васильевич Мерзляков
- Сергей Алексеевич Кирющенков

Символика района
Официальными символами муниципального района являются герб и флаг, отражающие исторические, культурные, национальные и иные местные традиции и особенности.

## Социальная инфраструктура
На территории района функционируют 10 школ, в том числе 9 средних и 12 детских садов. К учреждениям дополнительного образования относятся: 2 музыкальные школы, дом детского творчества и детско-юношеская спортивная школа. Медицинскую помощь населению оказывает МБУЗ Киясовская центральная районная больница (официальный сайт МБУЗ «Киясовская ЦРБ»: www.kiasovo.udmmed.ru). Также в районе действуют 22 дома культуры и клубных учреждения, 12 библиотек и музей.

## Экономика
Киясовский район — сельскохозяйственный. Доля сельскохозяйственного производства составляет 80 % от общего объёма выпускаемой продукции в районе.
Основными видами деятельности сельскохозяйственных предприятий района являются — производство молока, мяса крупного рогатого скота и свиней, выращивание зерна. Агропромышленный комплекс района представляют 59 предприятий, занятых производством сельскохозяйственной продукции.
Площадь сельскохозяйственных угодий составляет 57,4 тысяч га. По состоянию на начало 2010 года поголовье крупного рогатого скота составляло 8925 голов, в том числе 3179 коров.

## Люди, связанные с районом
- Коробейников, Афанасий Гурьянович (1898, село Киясово — 1972) — участник Великой Отечественной войны, Герой Советского Союза
- Шамшурин, Василий Григорьевич (1920, деревня Красноярск — 1942) — гвардии младший лейтенант, пилот «Ил-2» 7-го гвардейского штурмового авиационного полка 230-й штурмовой авиационной дивизии 4-й воздушной армии Закавказского фронта. Погиб в бою 18.11.1942 года.
- Коробейников, Николай Акимович (25 июля 1913 — 30 июля 1993) — Полный кавалер ордена Славы[36].